# The Nightmare House
Pour plus de détails, voir Fiche technique et Distribution.
The Nightmare House (aussi connu sous le titre The Twisted Nanny) est un téléfilm américain réalisé par Remo Pini, sorti le 1er décembre 2019. Il met en vedettes Chantelle Albers, Tara Erickson, Stephen Brown et Annika Foster.

## Synopsis
Julia, une mère célibataire, engage Olivia, une nounou de nuit. Mais quand Julia réalise qu’Olivia retourne ses enfants contre elle, elle doit se battre pour prouver qu’Olivia n’est pas la personne qu’elle prétend être.

## Distribution
- Chantelle Albers : Sheri
- Tara Erickson : Julia
- Stephen Brown : Mr. Grady
- Annika Foster : Olivia / Nanny
- Brey Chanadet : Blaine[3]
- Joey Rae Blair : Jessica
- Andi Wagner : Rebecca
- Catherine Grady : Elle
- Mariko Van Kampen : Patricia
- Andy Gates : Officer Stevens
- Katy Foley : Mrs. Winterbourne
- Judy Clement : Dr. Sheridan
- Terra Strong : Marta[4]

## Production
Le film est sorti le 30 novembre 2019 dans son pays d’origine, les États-Unis.

### Tournage
Le tournage a eu lieu à Los Angeles, en Californie, aux États-Unis.